# Adam Seroczyński
Adam Dariusz Seroczyński né le 13 mars 1974, est un kayakiste polonais pratiquant la course en ligne.

## Palmarès

### Jeux olympiques de canoë-kayak course en ligne
- 2000 à Sydney,  Australie
  -  Médaille de bronze en K-4 1000 m

### Championnats du monde de canoë-kayak course en ligne
- 2007 à Duisbourg,  Allemagne
  -  Médaille d'argent en K-2 1000 m

- 2006 à Szeged,  Hongrie
  -  Médaille de bronze en K-2 1000 m

- 2002 à Séville,  Espagne
  -  Médaille de bronze en K-1 1000 m